# Gaspar de Sarabia
Gaspar de Sarabia (siglo XVI), fue alcaide de Órgiva (Granada) durante la sublevación de los moriscos.
En fecha indeterminada fue nombrado alcaide de Órgiva y gobernador de su taha por el duque de Sessa, y ejercía como tal al producirse el levantamiento de los moriscos en la Navidad de 1568. Se encerró en la torre fortaleza de la localidad junto a unos ciento setenta cristianos viejos (entre hombres mujeres y niños) y todas las mujeres y niños moriscos que pudo encontrar en el lugar, a los cuales tomó por rehenes. Allí permaneció diecisiete días soportando y defendiéndose de los embates y del sitio que pusieron a la torre las tropas de Aben Humeya, al mando de Aben Farrax, hasta que fueron liberados por las tropas del marqués de Mondéjar.